# Jesper Rönnbäck
Jesper Rönnbäck, född 1974, är en svensk puckelpistskidåkare som tävlade för Kiruna BK. 
Under sin tävlingskarriär vann han ett VM-brons 1997 i Iizuna Kogen (JPN) och placerade sig på en sjätteplats i OS i Nagano 1998.
Under sin karriär tävlade han 54 gånger i världscupen där han var topp tre vid 11 tillfällen och vann vid fyra tillfällen; Hundfjället (SWE) 1996, Tignes (FRA) 1996, Mont Trembland (CAN) 1997 och Hundfjället (SWE) 1998.
Han startade den svenska friåkningen tillsammans med Jakob Winstrand och var med i de första Free Radicals filmerna.
Jesper Rönnbäck är nu chef för det svenska hudvårdsföretaget Recipe For Men.